# Liparis rosseelii
Liparis rosseelii är en orkidéart som beskrevs av Tariq Stévart. Liparis rosseelii ingår i släktet gulyxnen, och familjen orkidéer.
Artens utbredningsområde är São Tomé. Inga underarter finns listade i Catalogue of Life.